# Scytodes cellularis
Espèce
Scytodes cellularis est une espèce d'araignées aranéomorphes de la famille des Scytodidae.

## Distribution
Cette espèce est endémique du Gabon. Elle se rencontre vers Lambaréné.

## Description
Le mâle mesure 7 mm et les femelles de 7 à 8 mm.

## Publication originale
- Simon, 1907 : Arachnides recueillis par L. Fea sur la côte occidentale d'Afrique. 1re partie. Annali del Museo Civico di Storia Naturale di Genova, sér. 3, vol. 3, p. 218-323 (texte intégral).